# Sveriges ambassad i Madrid
Sveriges ambassad i Madrid är Sveriges diplomatiska beskickning i Spanien som är belägen i landets huvudstad Madrid. Beskickningen består av en ambassad, ett antal svenskar utsända av Utrikesdepartementet (UD) och lokalanställda. Ambassadör sedan 2024 är Per-Arne Hjelmborn.

## Historia
Fastigheten som ambassaden är inhyst i köptes av svenska staten 1904 på initiativ av den dåvarande ambassadören, norrmannen Fritz Wedel Jarlsberg. 1965 byggdes ambassadkansliet de gamla stallarnas plats. I oktober 2004 eldhärjades takvåningen på ambassaden vilket gjorde att 100-årsjubileet senarelades med ett halvår. Den 2 juni 2005 firades det att anläggningen funnits 100 år i svensk ägo. Ingen annanstans i världen har en svensk ambassad huserat så länge i samma fastighet.

## Galleri

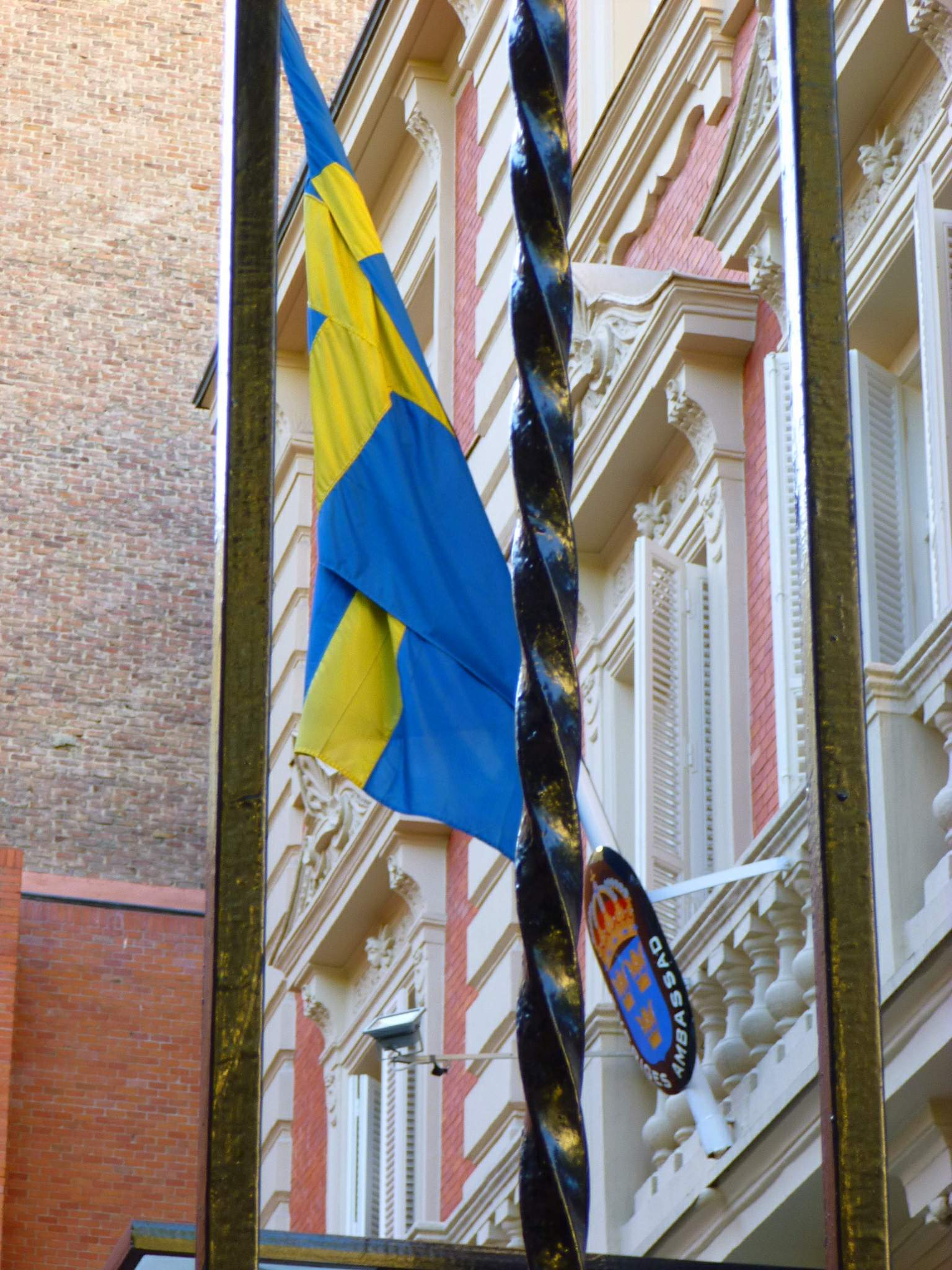
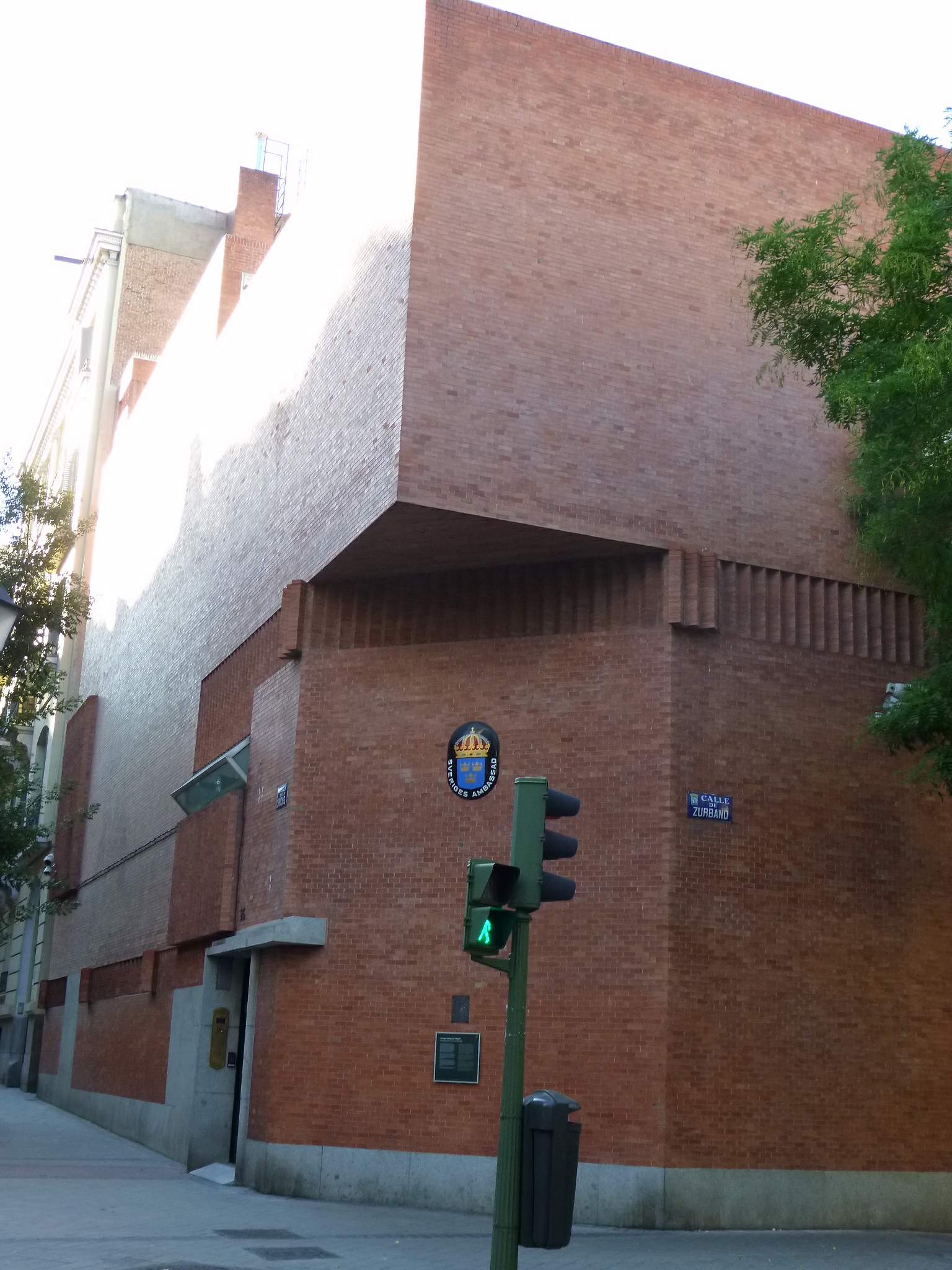
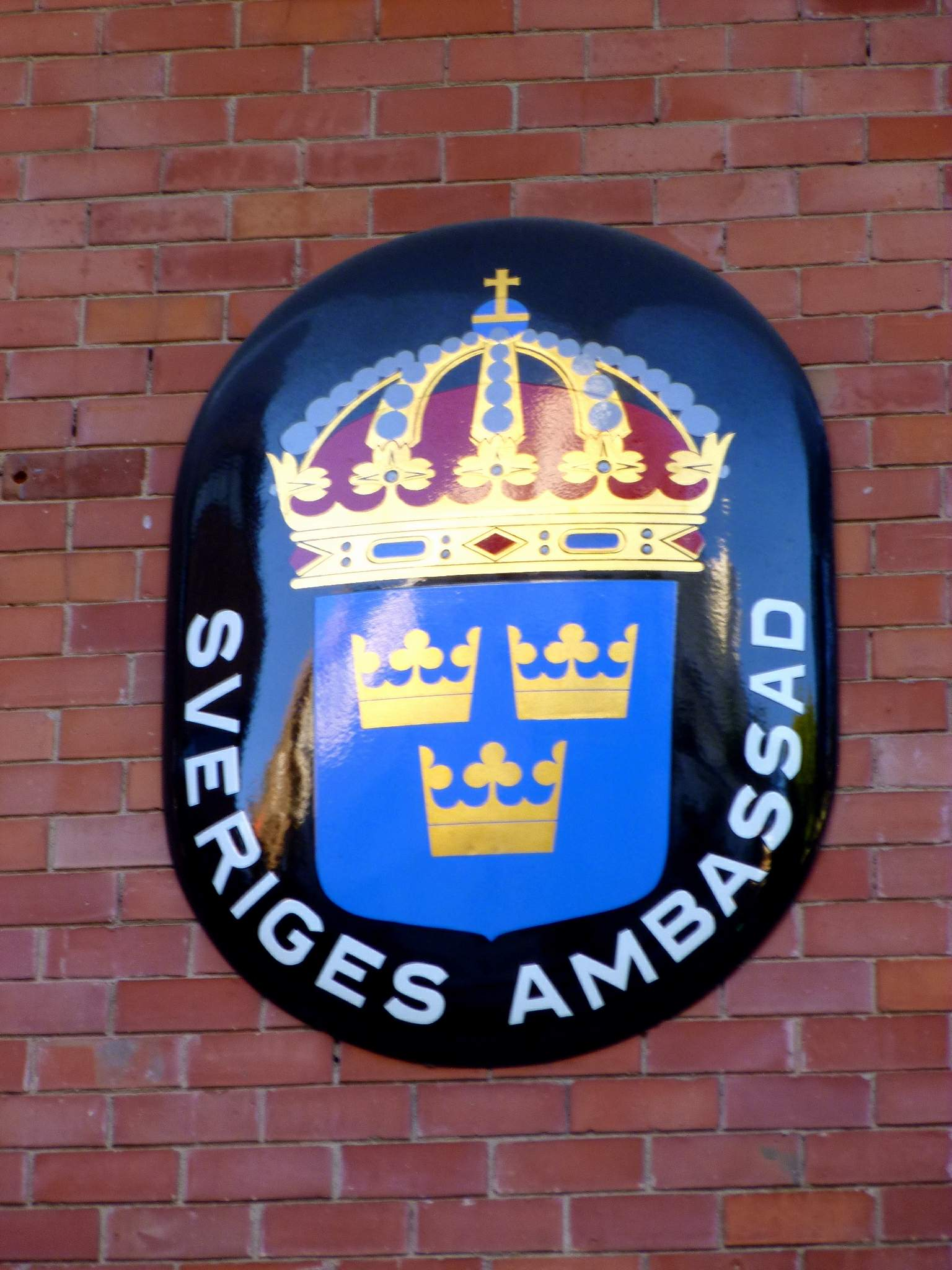

## Beskickningschefer
| Namn                           | Period               | Funktion                  | Ackreditering                |
| ------------------------------ | -------------------- | ------------------------- | ---------------------------- |
| Peter Axel Fleming             | 1743–1745            | Ministre plénipotentiaire |                              |
| Peter Axel Fleming             | 1747–1752            | Envoyé                    |                              |
| Henrik Jacob Hildebrand        | 1754–1762            | Envoyé                    |                              |
| Gustaf Philip Creutz           | 1764–1766            | Envoyé                    |                              |
| Fredrik Ulrik von Friesendorff | 1766–1770            | Envoyé                    |                              |
| Bengt Sparre                   | 1771–1776            | Envoyé                    |                              |
| Malte Ramel                    | 1778–1780            | Envoyé                    |                              |
| Fredrik Adolf Löwenhielm       | 1781–1783            | Envoyé                    |                              |
| Gustaf d'Albedyhll             | 1783–1783            | Envoyé                    |                              |
| Carl August Ehrensvärd         | 1784–1799            | Envoyé                    |                              |
| Carl Gustaf Adlerberg          | 1799–1805            | Chargé d’affaires         |                              |
| Carl Gustaf Adlerberg          | 1805–1807            | Envoyé                    |                              |
| Carl Gustaf Adlerberg          | 1808–1809            | Envoyé                    |                              |
| Jacob De la Gardie             | 1813–1815            | Envoyé                    |                              |
| Gustaf Daniel Lorichs          | 1815–1852            | Chargé d’affaires         |                              |
| Johan Henrik Tawast            | 1821–1824            | Envoyé                    |                              |
| Johan Wilhelm Bergman          | 1852–1865            | Ministerresident          |                              |
| Eugène von Stedingk            | 1865–1868            | Ministerresident          |                              |
| Frans Theodor Lindstrand       | 1869–1877            | Ministerresident          |                              |
| Henrik Åkerman                 | 1877–1882            | Ministerresident          |                              |
| Henrik Åkerman                 | 1882–1884            | Ministre plénipotentiaire |                              |
| Johan Anton Wolff Grip         | 1884–1889            | Ministre plénipotentiaire |                              |
| Arild Christopher Huitfeldt    | 1890 – 21 april 1891 | Ministre plénipotentiaire |                              |
| Fritz Wedel Jarlsberg          | 1891–1897            | Ministre plénipotentiaire |                              |
| Ove Gude                       | 1897–1900            | Ministre plénipotentiaire |                              |
| Ove Gude                       | 1900–1902            | Envoyé                    | Sidoackrediterad i Lissabon. |
| Fritz Wedel Jarlsberg          | 1902–1905            | Envoyé                    | Sidoackrediterad i Lissabon. |
| Robert Sager                   | 1905–1907            | Envoyé                    | Sidoackrediterad i Lissabon. |
| Carl Haraldsson Strömfelt      | 1907–1913            | Envoyé                    | Sidoackrediterad i Lissabon. |
| Gustaf Falkenberg              | 1913–1917            | Envoyé                    | Sidoackrediterad i Lissabon. |
| Augustin Beck-Friis            | 1917–1920            | Envoyé                    | Sidoackrediterad i Lissabon. |
| Ivan Danielsson                | 1921–1922            | Envoyé                    | Sidoackrediterad i Lissabon. |
| Wollmar Boström                | 1922–1925            | Envoyé                    | Sidoackrediterad i Lissabon. |
| Ivan Danielsson                | 1925–1937            | Envoyé                    | Sidoackrediterad i Lissabon. |
| Erik Wisén                     | 1935–1939            | T.f. chargé d’affaires    |                              |
| Nils Berencreutz               | 1938–1939            | Agent                     |                              |
| Nils Berencreutz               | 1939–1939            | T.f. chargé d’affaires    |                              |
| Karl Ivan Westman              | 1939–1941            | Envoyé                    |                              |
| Joen Lagerberg                 | 1941–1942            | Envoyé                    |                              |
| Karl Ivan Westman              | 1942–1945            | Envoyé                    |                              |
| Nils Berencreutz               | 1948–1951            | T.f. chargé d’affaires    |                              |
| Wilhelm Winther                | 1951–1956            | Envoyé                    |                              |
| Wilhelm Winther                | 1956–1958            | Ambassadör                |                              |
| Herbert Ribbing                | 1958–1964            | Ambassadör                |                              |
| Carl-Herbert Borgenstierna     | 1964–1968            | Ambassadör                |                              |
| Jan Stenström                  | 1969–1972            | Ambassadör                |                              |
| Mohammed Knut Bernström        | 1973–1976            | Ambassadör                |                              |
| Lennart Petri                  | 1976–1980            | Ambassadör                |                              |
| Carl-George Crafoord           | 1980–1986            | Ambassadör                |                              |
| Karl-Anders Wollter            | 1986–1989            | Ambassadör                |                              |
| Ulf Hjertonsson                | 1989–1995            | Ambassadör                |                              |
| Tomas Bertelman                | 1995–2000            | Ambassadör                |                              |
| Lars Grundberg                 | 2000–2005            | Ambassadör                |                              |
| Anders Rönquist                | 2005–2010            | Ambassadör                |                              |
| Jörgen Persson                 | 2010–2011            | Chargé d’affaires         |                              |
| Cecilia Julin                  | 2011–2016            | Ambassadör                |                              |
| Lars-Hjalmar Wide              | 2016–2019            | Ambassadör                |                              |
| Teppo Tauriainen               | 2019–2024            | Ambassadör                |                              |
| Per-Arne Hjelmborn             | 2024–                | Ambassadör                |                              |